# Open Your Eyes (Guano Apes)
"Open Your Eyes" is een nummer van de Duitse band Guano Apes. Het nummer verscheen op hun debuutalbum Proud Like a God uit 1997. Op 25 augustus van dat jaar werd het nummer uitgebracht als de eerste single van het album.

## Achtergrond
"Open Your Eyes" is geschreven door de gehele band en geproduceerd door de band in samenwerking met Wolfgang Stach. Met het nummer won de groep de "Local Heroes"-competitie van de Duitse televisiezender VIVA, waarin zij meer dan duizend andere kandidaten versloegen. Als gevolg werd de videoclip vaak uitgezonden op VIVA, waardoor de groep een contract kon tekenen met GUN Records. Hierdoor konden zij hun debuutalbum Proud Like a God uitbrengen.
"Open Your Eyes" werd een hit in een aantal landen. In Duitsland kwam het tot de vijfde plaats in de hitlijsten, en ook in Italië en Oostenrijk werd de top 10 gehaald. In Nederland piekte het op de achttiende plaats in de Top 40 en de negentiende plaats in de Mega Top 100, terwijl in Vlaanderen de veertiende plaats in de Ultratop 50 werd bereikt.

## Hitnoteringen

### Nederlandse Top 40
| Hitnotering: 29-05-1999 t/m 24-07-1999 | Hitnotering: 29-05-1999 t/m 24-07-1999 | Hitnotering: 29-05-1999 t/m 24-07-1999 | Hitnotering: 29-05-1999 t/m 24-07-1999 | Hitnotering: 29-05-1999 t/m 24-07-1999 | Hitnotering: 29-05-1999 t/m 24-07-1999 | Hitnotering: 29-05-1999 t/m 24-07-1999 | Hitnotering: 29-05-1999 t/m 24-07-1999 | Hitnotering: 29-05-1999 t/m 24-07-1999 | Hitnotering: 29-05-1999 t/m 24-07-1999 | Hitnotering: 29-05-1999 t/m 24-07-1999 |
| Week                                   | 1                                      | 2                                      | 3                                      | 4                                      | 5                                      | 6                                      | 7                                      | 8                                      | 9                                      |                                        |
| -------------------------------------- | -------------------------------------- | -------------------------------------- | -------------------------------------- | -------------------------------------- | -------------------------------------- | -------------------------------------- | -------------------------------------- | -------------------------------------- | -------------------------------------- | -------------------------------------- |
| Positie                                | 29                                     | 28                                     | 20                                     | 18                                     | 18                                     | 27                                     | 23                                     | 32                                     | 37                                     | uit                                    |

### Mega Top 100
| Hitnotering: 22-05-1999 t/m 11-09-1999 | Hitnotering: 22-05-1999 t/m 11-09-1999 | Hitnotering: 22-05-1999 t/m 11-09-1999 | Hitnotering: 22-05-1999 t/m 11-09-1999 | Hitnotering: 22-05-1999 t/m 11-09-1999 | Hitnotering: 22-05-1999 t/m 11-09-1999 | Hitnotering: 22-05-1999 t/m 11-09-1999 | Hitnotering: 22-05-1999 t/m 11-09-1999 | Hitnotering: 22-05-1999 t/m 11-09-1999 | Hitnotering: 22-05-1999 t/m 11-09-1999 | Hitnotering: 22-05-1999 t/m 11-09-1999 | Hitnotering: 22-05-1999 t/m 11-09-1999 | Hitnotering: 22-05-1999 t/m 11-09-1999 | Hitnotering: 22-05-1999 t/m 11-09-1999 | Hitnotering: 22-05-1999 t/m 11-09-1999 | Hitnotering: 22-05-1999 t/m 11-09-1999 | Hitnotering: 22-05-1999 t/m 11-09-1999 | Hitnotering: 22-05-1999 t/m 11-09-1999 | Hitnotering: 22-05-1999 t/m 11-09-1999 |
| Week                                   | 1                                      | 2                                      | 3                                      | 4                                      | 5                                      | 6                                      | 7                                      | 8                                      | 9                                      | 10                                     | 11                                     | 12                                     | 13                                     | 14                                     | 15                                     | 16                                     | 17                                     |                                        |
| -------------------------------------- | -------------------------------------- | -------------------------------------- | -------------------------------------- | -------------------------------------- | -------------------------------------- | -------------------------------------- | -------------------------------------- | -------------------------------------- | -------------------------------------- | -------------------------------------- | -------------------------------------- | -------------------------------------- | -------------------------------------- | -------------------------------------- | -------------------------------------- | -------------------------------------- | -------------------------------------- | -------------------------------------- |
| Positie                                | 68                                     | 38                                     | 30                                     | 23                                     | 19                                     | 21                                     | 20                                     | 23                                     | 27                                     | 32                                     | 36                                     | 41                                     | 45                                     | 51                                     | 64                                     | 71                                     | 78                                     | uit                                    |

### NPO Radio 2 Top 2000
| Nummer met noteringen in de NPO Radio 2 Top 2000 | '20  | '21  | '22  | '23  | '24  |
| ------------------------------------------------ | ---- | ---- | ---- | ---- | ---- |
| Open Your Eyes                                   | 1916 | 1787 | 1634 | 1674 | 1709 |

1. ↑  Een vetgedrukt getal geeft de hoogste notering aan.
2. ↑  2020 was het eerste jaar met een notering voor dit nummer.